# Castello di Neuburg
Il castello di Neuburg (tedesco: Schloss Neuburg) è un edificio a Neuburg an der Donau nell'Alta Baviera.

## Storia

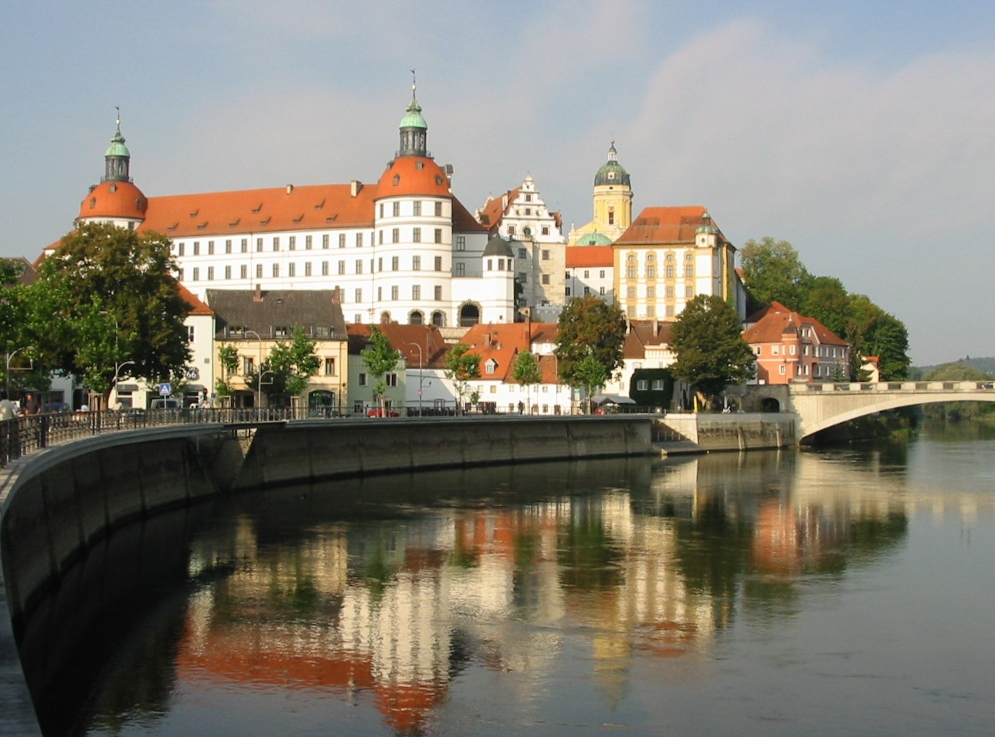
Il castello di Neuburg con il fiume Danubio

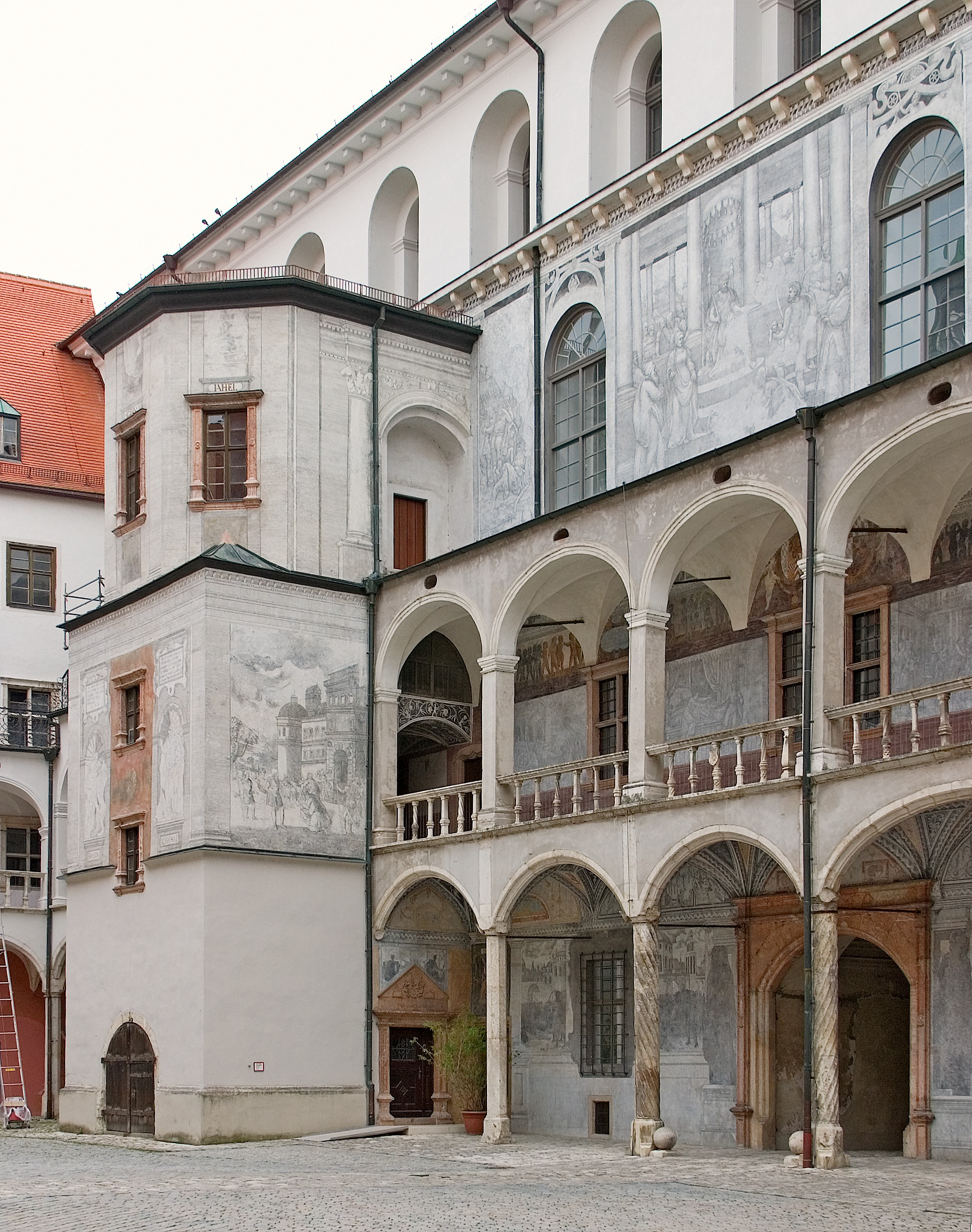
Cortile con l'ala completata nel 1537

Il castello originario fu costruito nel Medioevo dagli Agilolfingi e acquistato dai duchi Wittelsbach nel 1247.
Quando il conte palatino Ottone Enrico cominciò il suo governo sul Palatinato-Neuburg nel 1522, egli trovò un castello fortificato medioevale nella sua città di residenza di Neuburg, che, a differenza di altre residenze reali, non era ancora adeguata alle richieste di una corte reale moderna. Quindi, dal 1527, ordinò di riprogettare il castello in un palazzo rinascimentale e di ampliare la qualità artistica e lo stato in uno dei palazzi più importanti della prima metà del XVI secolo in Germania. Dal 1537 fu aggiunta un'ulteriore ala ovest che comprende anche la cappella. Con la sua conversione al luteranesimo nel 1541 la cappella palatina fu decorato con ottimi mezzi, era stato ottenuto il programma d'immagine antico in stile italiano dipinto nel 1543. La cappella è stata decorata con famosi affreschi del pittore salisburghese Hans Bocksberger il vecchio. La cappella è la più antica chiesa protestante in Baviera. A causa delle difficoltà finanziarie e della bancarotta di Ottone Enrico nel 1544, la costruzione dell'ala ovest richiese molto tempo.
Volfango, conte palatino di Zweibrücken, che successe al cugino Ottone Enrico nel ducato del Palatinato-Neuburg, ordinò nel 1562 di decorare l'ala ovest di fronte al cortile con l'elaborata decorazione in sgraffito. La sala dei cavalieri (la sala del pannello inferiore nell'edificio del nord) fu fornita nel 1575 da Hans Pihel con un soffitto a cassettoni e pannelli a muro di un legno rotante, entrambi originali. L'imponente ala orientale fu ricostruita nel 1665 da Filippo Guglielmo, elettore palatino in stile Barocco style e completato da due torri rotonde.
Oggi il castello ospita una galleria di dipinti barocchi, il museo è sotto la supervisione della Bayerische Staatsgemäldesammlungen.